# NGC 2445
NGC 2445 é uma galáxia  localizada na direcção da constelação de Lynx. Possui uma declinação de +39° 00' 56" e uma ascensão recta de 7 horas, 46 minutos e 55,0 segundos.
A galáxia NGC 2445 foi descoberta em 18 de Janeiro de 1877 por Édouard Jean-Marie Stephan.